# John McLean
John McLean (Guilford megye, 1791. február 4. – Shawneetown, 1830. október 14.) az Amerikai Egyesült Államok szenátora (Illinois, 1824–1825 és 1829–1830).